# Мамадыш
Мамады́ш (тат. Мамадыш) — город (с 1781 года) в Республике Татарстан Российской Федерации. Административный центр Мамадышского района.
Образует муниципальное образование город Мамадыш со статусом городского поселения как единственный населённый пункт в его составе.

## Этимология
Возникла как татарская деревня, где название поселения Мамадыш — это личное имя (антропоним) первопоселенца.

## География
Город расположен на правом берегу реки Вятка (приток Камы), при впадении в неё реки Ошма, в 167 км восточнее Казани.

## История
Древнее булгарское поселение Керменчук в окрестностях Мамадыша появилось в начале XII века. Оно упоминается как «Ак Кирмэн», «Белые Кирмени», что в переводе на русский язык — «Белая Крепость» в 1151 году в летописях Киевской Руси… Общеизвестно, что укреплённое городище Керменчук в XII—XIV веках являлось центром удельного княжества Волжской Булгарии, вполне самостоятельного. И до недавнего времени остатки его стен находились в 18 километрах от современного Мамадыша, недалеко от нынешнего села Русские Кирмени.
После взятия в 1552 году Казани Иваном Грозным и с включением мамадышских земель в состав русского государства, со второй половины XVI века в низовьях междуречья Вятки и Камы стали возникать русские поселения. С начала XVII столетия в письменных источниках появляется слово «Мамадыш».
3 июля 1613 года была подписана официальная грамота «Об образовании на месте старой мамадышской пустоши монастырского села Троицкое-Мамадыш», которое входило в Казанское воеводство, а затем вошло в состав Казанской губернии, как центр Мамадышского уезда. Вскоре, «Лета 7125 Июля в 10 день, по Государеву Царёву и Великого Князя Михаила Фёдоровича всея Руси указу память Свияжского Богородицкого монастыря архимандриту Корнилию с братьею: поставити ему на реке на Вятке, в селце в Мамадышах, острожек, … для приходу Ногайских людей …. монастырскими всякими людьми; …» .

## Население
| 1856    | 1897    | 1913    | 1931    | 1939    | 1959    | 1970    | 1979    | 1989    | 1992    |
| ------- | ------- | ------- | ------- | ------- | ------- | ------- | ------- | ------- | ------- |
| 3700    | ↗4200   | ↗5900   | ↘2300   | ↗7700   | ↗9023   | ↗9663   | ↗10 326 | ↗11 835 | ↗12 700 |
| 1996    | 1998    | 2000    | 2001    | 2002    | 2003    | 2005    | 2006    | 2007    | 2008    |
| ↗13 400 | ↗13 600 | ↗13 900 | ↗14 000 | ↘13 509 | ↘13 500 | ↗13 860 | ↗14 008 | ↗14 148 | ↘14 100 |
| 2009    | 2010    | 2011    | 2012    | 2013    | 2014    | 2015    | 2016    | 2017    | 2018    |
| ↗14 397 | ↗14 435 | ↗14 510 | ↗14 694 | ↗15 159 | ↗15 313 | ↗15 528 | ↗15 573 | ↗15 699 | ↗15 806 |
| 2019    | 2020    | 2021    |         |         |         |         |         |         |         |
| ↗15 851 | ↗15 880 | ↘15 726 |         |         |         |         |         |         |         |

На 1 января 2025 года по численности населения город находился на 750-м месте из 1124 городов Российской Федерации.

## Экономика
Производятся молоко, творог, а также другие продукты. В городе также имеется гостиница.
В городе есть предприятия по производству молочной продукции и мясных изделий, кирпичный завод.
Развивается промышленный парк «Вятка», резидентами которого являются ООО "ПК «Успех» (Переработка сельскохозяйственной продукции (овощей, ягод, мёда), глубокая заморозка, консервирование, упаковка, хранение), ООО "ПК «МЕГА АГРОПРОМ ЦЕНТР» (глубокая переработка мяса, рыбы, консервирование, хранение, упаковка) и ООО «ФАГРЭКО-Поволжье» (производство средств защиты сельскохозяйственных растений, обеспечения сохранности кормов и препаратов для животноводства).

## Транспорт
Действуют два маршрута муниципального автобуса. Ходят пригородные автобусы 107 «Мамадыш — Соколка», 600 «Мамадыш — Никифорово», 602 «Мамадыш — Верхние Суни» и 603 «Мамадыш — Верхний Берсут».
В 6 км к югу от города находится мост через Вятку, по которому проходит автодорога М7 (Волга) «Москва — Казань — Уфа». Через город проходит автодорога «М7 — Мамадыш — Кукмор», есть объездная дорога к западу от города.

## Образовательные учреждения
- Мамадышская средняя общеобразовательная школа № 1.
- Лицей № 2 имени академика К. А. Валиева города Мамадыш.
- Средняя общеобразовательная школа № 3 города Мамадыш.
- Средняя общеобразовательная школа № 4 г. Мамадыш.
- Мамадышский политехнический колледж.
- Детская школа искусств города Мамадыш имени композиторов Яруллиных (см. Яруллин, Загидулла Яруллович, Яруллин, Фарид Загидуллович и Яруллин, Мирсаид Загидуллович).
- Республиканская специализированная детско-юношеская спортивная школа по борьбе.
- Детско-юношеская спортивная школа «Олимп».
- Детско-юношеская спортивная школа по хоккею с шайбой и фигурному катанию.
- ГБС(К)ОУ «Мамадышская специальная (коррекционная) общеобразовательная школа-интернат VIII вида»

## Фотогалерея
- Мечеть «Галиулла»

- Памятник Ленина в центре Мамадыша Снято в конце зимы 2025 года

- Вид Мамадыша из холма вечером